# لارنسبرگ (کنتاکی)
لارنسبرگ (به انگلیسی: Lawrenceburg) شهری در ایالت کنتاکی کشور ایالات متحده آمریکا است که جمعیت آن در سرشماری سال ۲۰۱۰ میلادی، ۱۰٬۵۰۵ نفر بوده‌است.